# Westborough, Massachusetts
Westborough är en kommun (town) i Worcester County i delstaten Massachusetts, USA med 21 567 invånare (2020).

## Historia
John Oldham var en tidig upptäcktsresande från England som rörde sig i trakten år 1633. År 1675 hade några familjer bestående av kolonisatörer bosatt sig i närheten av Chauncysjön. På den tiden fanns redan Marlborough som kommun och den nya bosättningen låg i den kommunens västra delar. År 1717 blev Westborough den hundrade kommunen i Massachusetts Bay-provinsen.

## Kända personer från Westborough
- Henry W. Corbett, politiker
- Louis E. Denfeld, sjömilitär
- Daniel Kwan, filmregissör och manusförfattare
- Horace Maynard, politiker och diplomat
- John Ruggles, politiker
- Eli Whitney, uppfinnare